# Steven Jay Russell
Steven Jay Russell (Virginia Beach, 14 settembre 1957) è un criminale e truffatore statunitense.
È un artista della truffa e dell'impostura, ed è noto per le sue numerose e ingegnose fughe dalle prigioni in cui era detenuto. È stato soprannominato "Houdini" e "King Con".

## Biografia

### Primi anni di vita
Rifiutato alla nascita dalla madre biologica, Russel fu adottato e cresciuto da una famiglia di tendenze conservatrici di Virginia Beach. Negli anni '70 Russell aveva un impiego come agente di polizia ed era sposato con prole in Virginia. Trascorse parte del suo tempo di poliziotto alla ricerca della madre naturale, potendo avere accesso al National Law Enforcement Telecommunications Service e alle banche dati del National Crime Information Center, che così imparò ad utilizzare in modo efficace. Dopo essersi dimesso dalla polizia, sfruttò le sue abilità per truffare l'azienda Foodservice White Swan, ottenendo un impiego di responsabile delle vendite a Houston, essendo riuscito a convincere l'amministratore delegato Ronald Elmquist di possedere i requisiti necessari alla gestione dei servizi alimentari.
Quando in azienda si scoprì che era omosessuale, perse il posto di lavoro presso la White Swan ma riuscì a convincere delle sue false qualifiche altre due società di servizi alimentari, che lo assunsero prima che la sua frode venisse scoperta. In seguito fu arrestato con l'accusa di comportamenti lascivi in un parco di Houston, notorio luogo di ritrovo per uomini omosessuali.

### Fughe dalle prigioni
Negli anni, Russell ha utilizzato almeno 14 alias: nelle sue fughe si è travestito da giudice, medico, poliziotto ed altro.
Il 21 maggio 1993 scappò dalla prigione della contea di Harris (Texas) indossando abiti civili. Fabbricate false credenziali, ottenne un lavoro come direttore finanziario del North American Medical Management, sottraendo migliaia di dollari alla società. Nel 1995 fu catturato e imprigionato per truffa assicurativa e di nuovo imprigionato nel carcere di Harris County, dove incontrò il detenuto Phillip Morris, che divenne il suo amante.
Nel 1996, mentre si trovava nella prigione della contea di Harris, Russell impersonò un giudice e ordinò una diminuzione della sua pena pecuniaria da 900000 $ a 45000 $, che si affrettò a pagare. Fu arrestato 10 giorni più tardi in Florida e rimandato in Texas. Nello stesso anno cominciò a frequentare lezioni d'arte all'interno del carcere. Ad ogni lezione rubava un pennarello verde e lo nascondeva sotto il letto, finché non ebbe abbastanza pennarelli per tingere di verde la sua uniforme di carcerato. Poiché tutti i professionisti del settore medico del carcere indossavano uniformi verdi, il trucco permise Russell di uscire tranquillamente dalla prigione spacciandosi per un "dottore".
Nel 1998 fu tradotto di nuovo al carcere della contea di Harris, per scontarvi una nuova condanna a 65 anni, 45 dei quali per aver rubato 800 000 dollari a una società di Houston che gestiva le finanze dei medici, e 20 anni per la fuga precedente. In seguito cercò di liberare il suo amante Phillip Morris, che era stato trasferito al carcere della contea di Dallas.
Mentre era in prigione, Russell iniziò a elaborare il piano di quella che sarebbe stata la sua fuga più audace. Alla biblioteca del carcere si documentò su HIV e AIDS. Iniziò a limitare l'assunzione di cibo e a prendere lassativi per simulare un forte deperimento e i sintomi dell'AIDS. Corrompendo i sorveglianti si procurò una macchina da scrivere, con cui si fabbricò un documento medico che attestasse di essere sofferente di quella malattia e lo usò per convincere i medici della sua "condizione". Riuscì così a farsi trasferire in un ospedale civile di Houston il 13 marzo 1998. Mentre era in ospedale, fingendosi un medico, informò la prigione che Russell era morto di AIDS e subito dopo evase di nuovo, eludendo la sorveglianza.
Il 20 marzo 1998 Russell si presentò alla NationsBank di Dallas spacciandosi per un milionario della Virginia e tentò di ottenere un prestito di 75 000 dollari. Quando i funzionari della banca avvisarono la polizia, Russell finse un attacco di cuore e fu trasportato in un ospedale. L'FBI lo pose sotto scorta, ma Russell, con una telefonata dal suo cellulare, riuscì a impersonare un ufficiale dell'FBI, convincendo gli agenti di guardia a rilasciarlo.
Russell fu arrestato per l'ultima volta il 5 aprile 1998 a Fort Lauderdale (Florida), mentre era alla guida della sua auto. Fu rispedito in Texas, ricevendo una condanna a 144 anni, da scontarsi con l'isolamento di 23 ore giornaliere su 24.

## Russell e i media
Data la sua fama, Discovery Channel ha dedicato all'abile truffatore uno speciale di un'ora dal titolo On The Run - The King Of Cons.
Un film sulla sua vita e le sue evasioni è stato prodotto nel 2009, col nome Colpo di fulmine - Il mago della truffa, con l'attore Jim Carrey nel ruolo di Russell e Ewan McGregor in quello di Philip Morris.
Da quando il film è andato in produzione e il vero personaggio dietro la storia divenne più popolare, numerosi articoli su Russell sono apparsi su internet. Una maggiore attenzione dei media ha anche portato a "Free Steven Jay Russell", una petizione online rivolta al governatore del Texas Rick Perry. La petizione afferma che Steven non è una persona violenta e la sentenza di oltre 100 anni in un carcere di massima sicurezza sembra più una vendetta che un atto di giustizia reale.